# Bujaleuf
 Bujaleuf  (en occitano Bujaleu) es una comuna francesa situada en el departamento de la Haute-Vienne, en la región Nueva Aquitania.

## Demografía
| 1300 | 1104 | 1059 | 1079 | 999 | 927 | 886 | 821 |
| Para los censos de 1962 a 1999 la población legal corresponde a la población sin duplicidades (Fuente: INSEE [Consultar]) |      |      |      |     |     |     |     |